# Смогиловка (Белыничский район)
Смогило́вка (бел. Смагіло́ўка, Смагі́лаўка) — деревня в составе Мощаницкого сельсовета Белыничского района Могилёвской области Республики Беларусь. Имеет одну улицу — «Лесную».
До 15 января 1965 года деревня входила в состав Мощаницкого сельсовета, до 22 февраля 2012 года — в состав упразднённого Эсьмонского сельсовета. С 2012 года в составе Мощаницкого сельсовета.
Деревню окружают 92 га заброшенных земель запаса, зарастающих лесом (бывшая колхозная пашня).

## Географическое положение

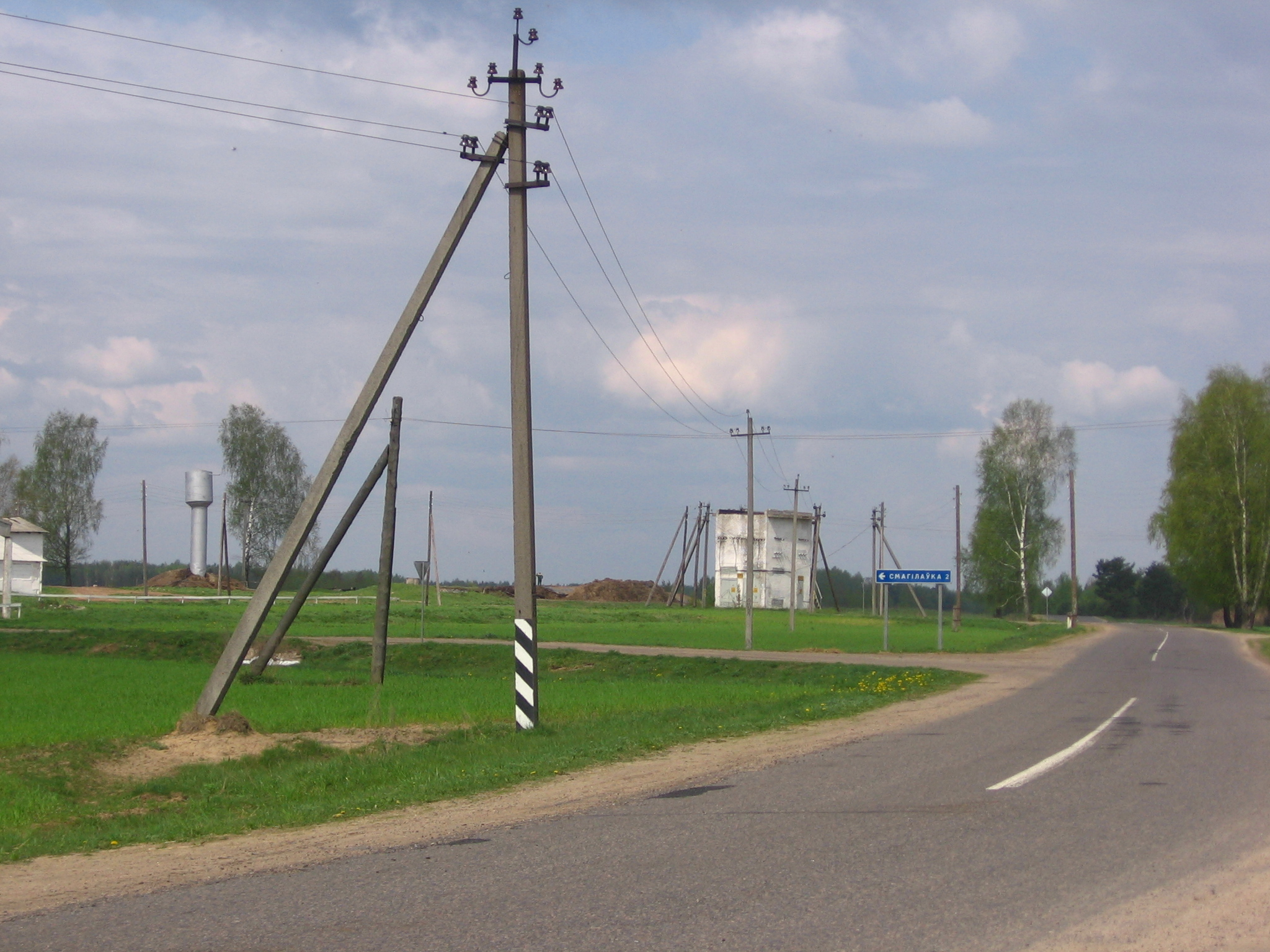
Поворот на Смогиловку с дороги Н-10001 Белыничи—Круча

Деревня расположена в километре к востоку от реки Осливка — притока реки Друть. Ближайшие деревни: Стёхово, Хватовка, Белинка. Ближайший крупный населённый пункт, город Белыничи, расположен в 14 км к юго-востоку. Расстояние до административного центра области — Могилёва составляет 58 км.
От деревни ведут две грунтовые дороги: дорога 5-й категории «Смогиловка-Стёхово-Калиновка» Н-10042 длиной 2,37 км на восток до деревни Стёхово и заброшенная дорога Н-10041 длиной 5 км на юг до деревни Эсьмоны.

## Климат
Климат умеренно-континентальный, с теплым летом и мягкой зимой. Средняя температура января — минус 5°С, июля — плюс 18,3°С. Зимой дуют южные ветры, летом восточные и северо-восточные. Средняя скорость ветра 3 м/с. Годовое количество осадков 550—650 мм.

## История
Деревня Смогиловка берёт своё название от названия древнего промысла здешних жителей — производства древесной смолы — дёгтя, который они «смажылі», или «гналі смалу» (бел. смажыць — жарить, бел. смага — жар, жажда).
В XIX веке деревня на картах Российской империи обозначалась как «Смѣлевичи». Находилась в Борисовском уезде Минской губернии.
В 1909 году находилась в составе Минской губернии Борисовского уезда, Эсьмонской волости. Состояла из 22 дворов и 156 человек населения
В 1941 году — 25 домов, 71 житель. Деревня входила в состав колхоза «Имени Суворова».
Немецкая оккупация во время Великой Отечественной войны: с начала июля 1941 года — по конец июля 1944 года. По состоянию на март 1943 фашистами было разрушено 19 домов и убит 1 житель.

## Галерея

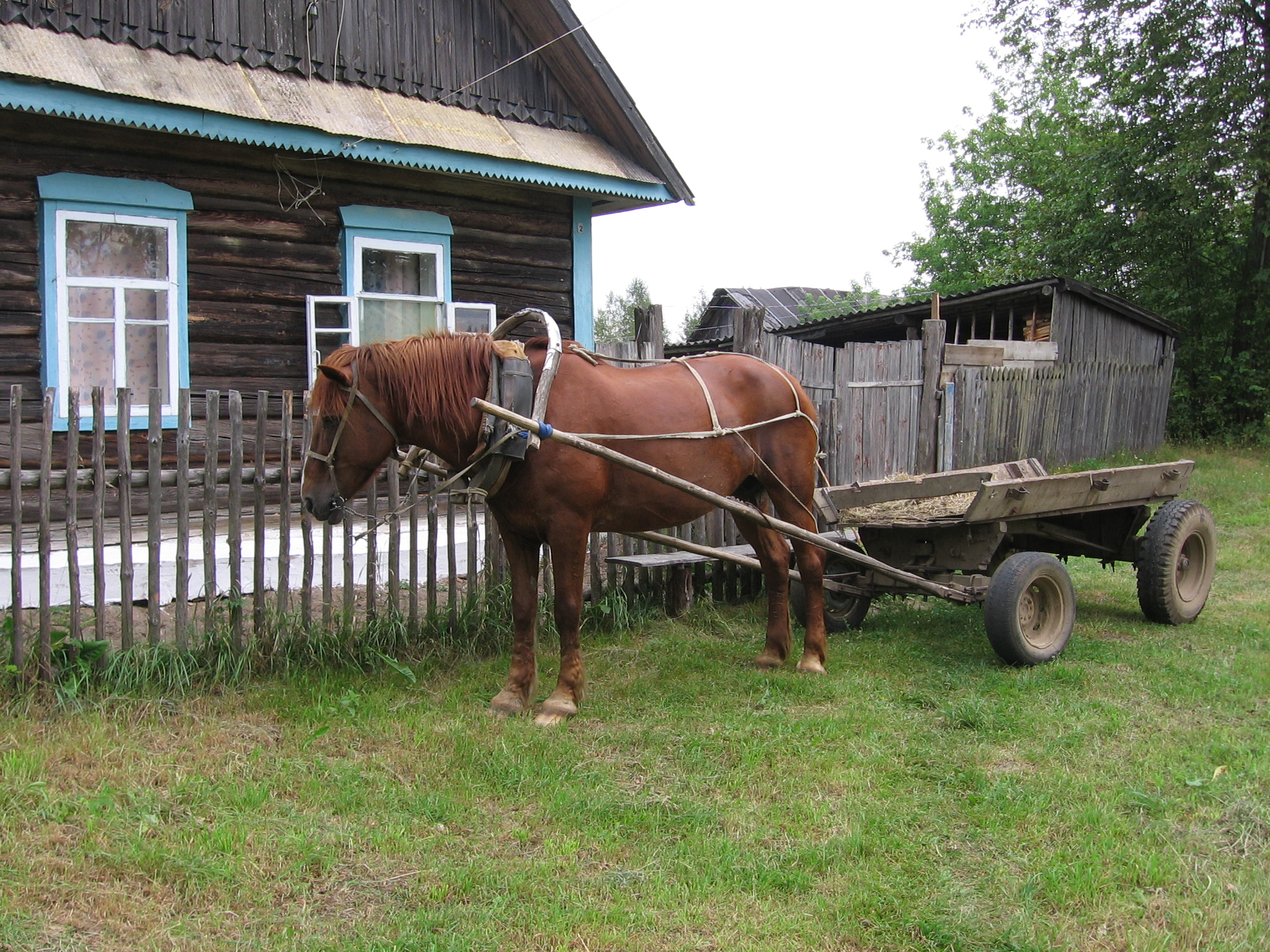
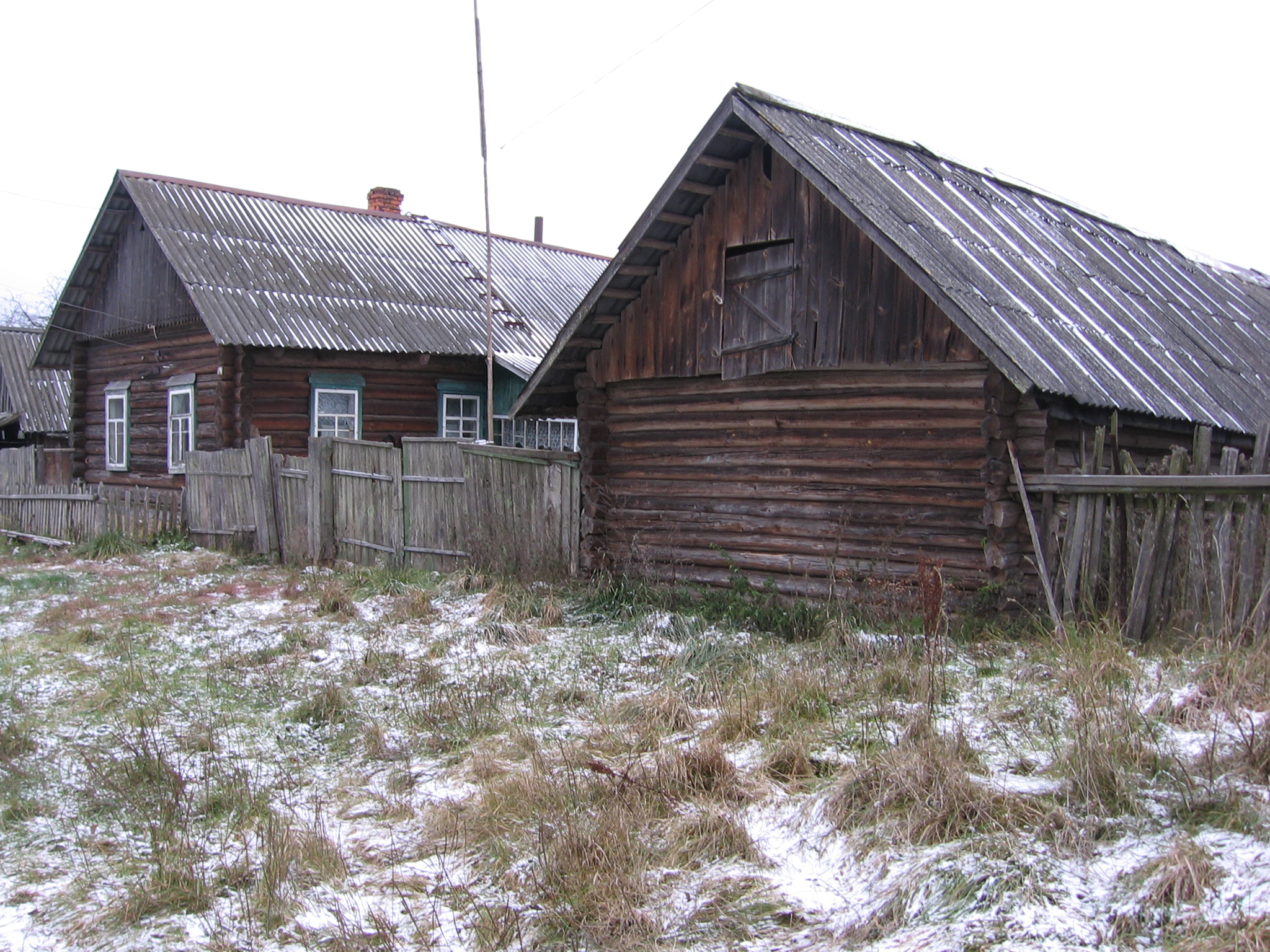
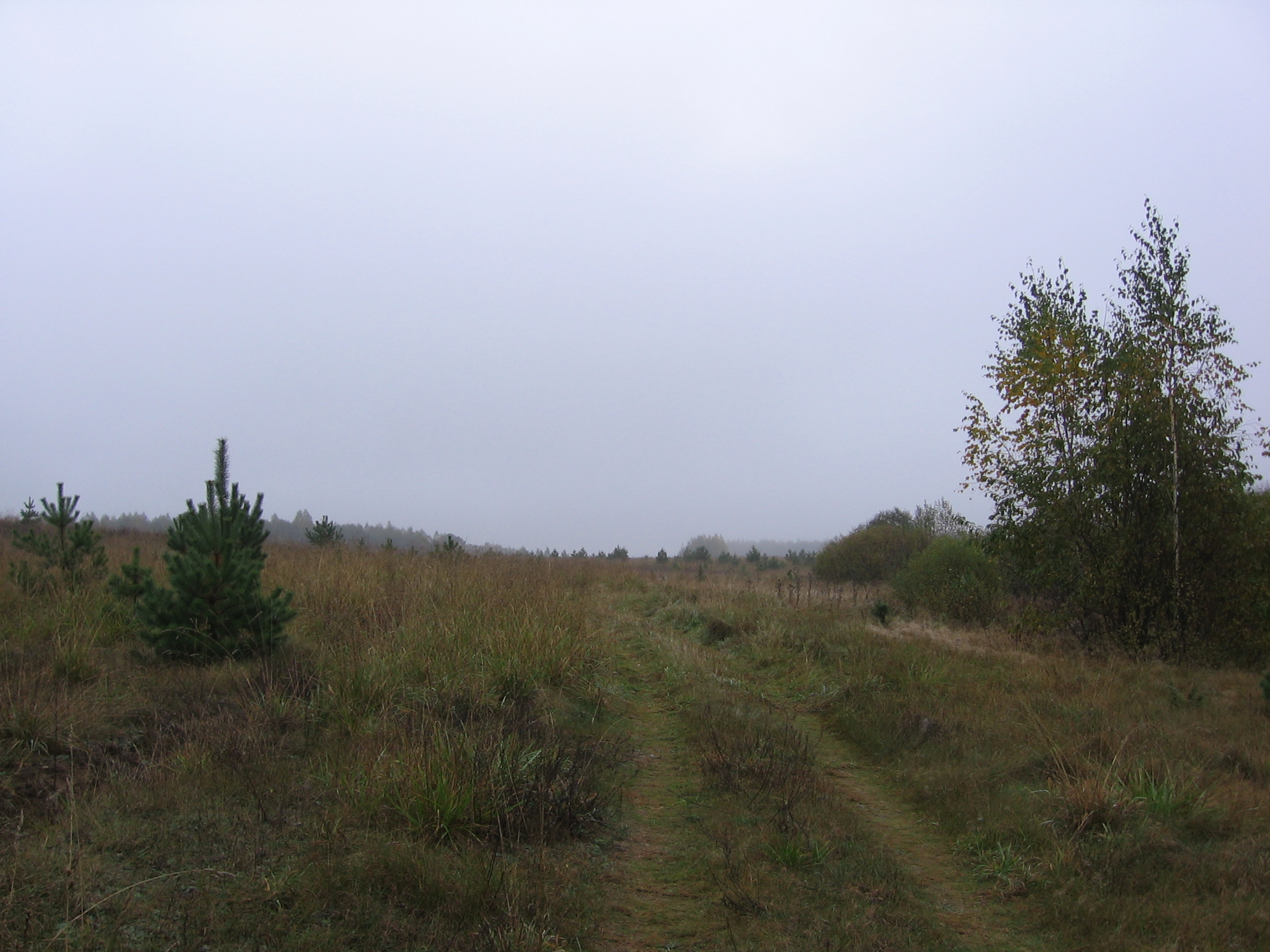
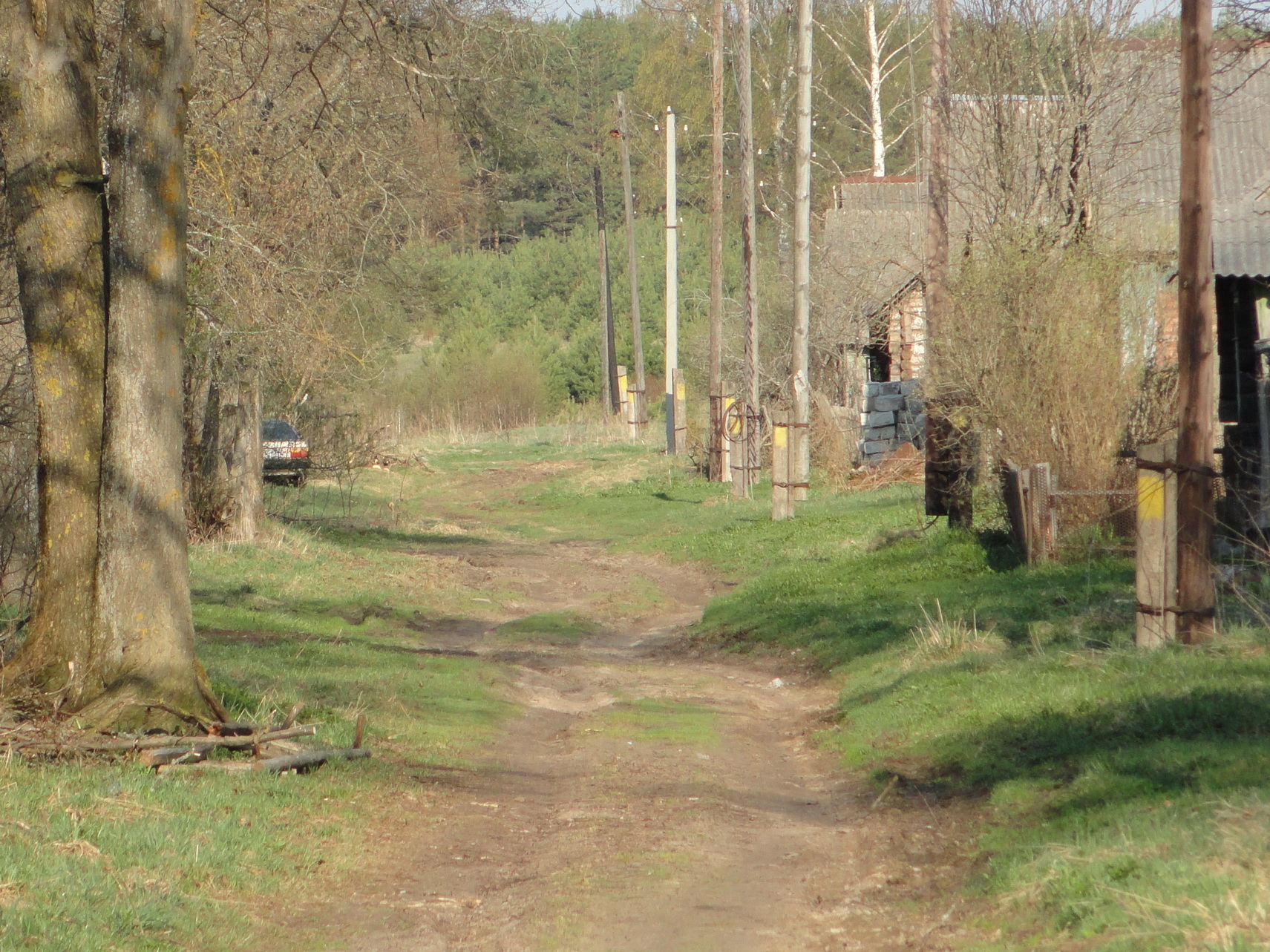
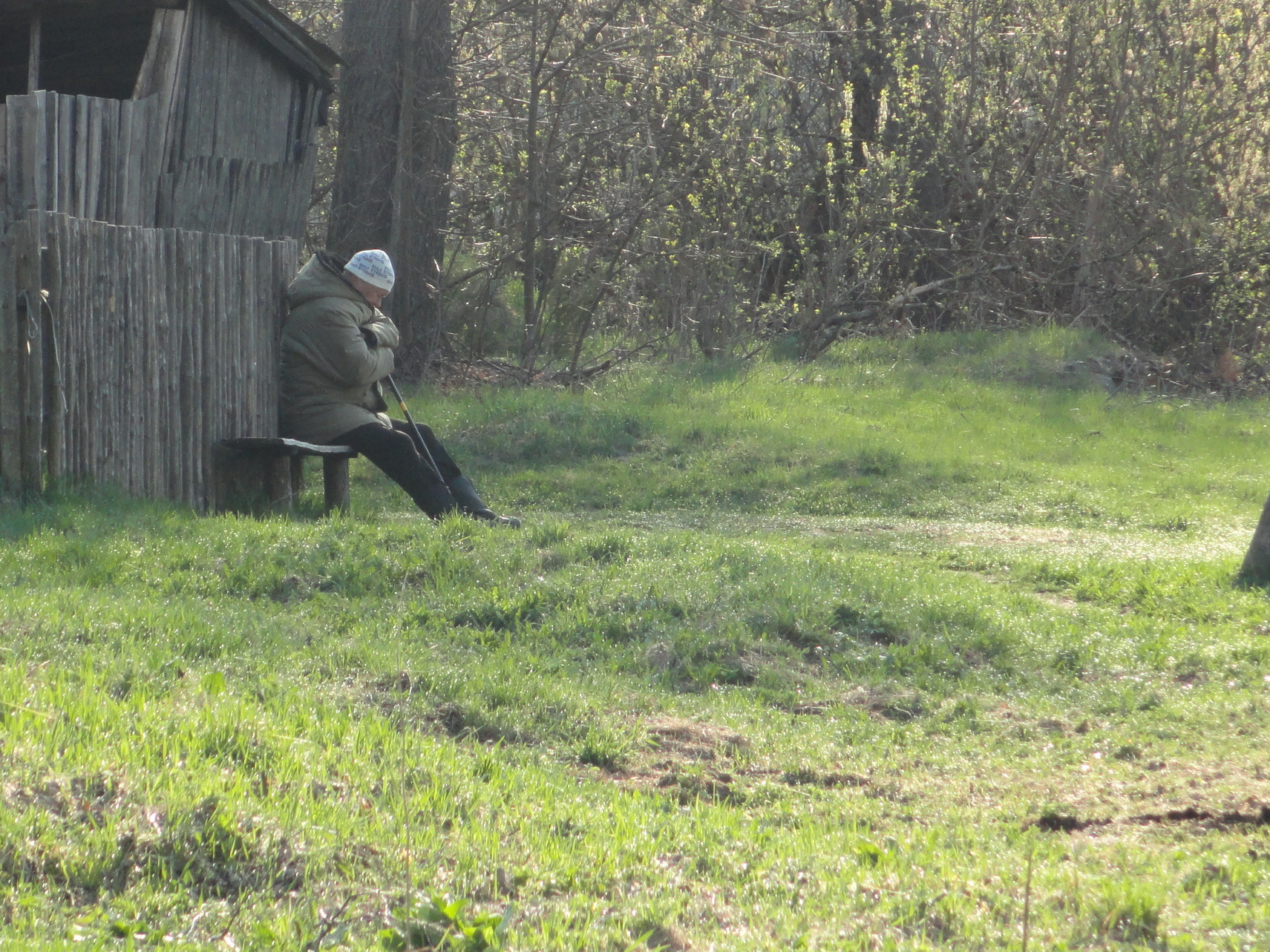

## Население
- 1909 — 156 человек
- 1941↘ — 71 человек
- 1999↘ — 12 человек
- 2009↘ — 6 человек
- 2019↘ — 1 человек